# 東京都立八王子桑志高等学校
東京都立八王子桑志高等学校（とうきょうとりつ はちおうじそうしこうとうがっこう）は、東京都八王子市千人町四丁目にある都立高等学校。

## 概要
2007年（平成19年）4月に開校した新しいタイプの都立高等学校で、日本で初めて設置される「産業科」の高校。「情報通信技術と活用能力」「ものづくりやビジネスの基礎」を総合的に学ぶ専門高校 で、デザインとコンピュータに特色のある教育を行う。デザイン、クラフト、システム情報、ビジネス情報の4つの専門分野があり、専門の分野ごとに生徒を募集する。
システム情報分野では、基本情報技術者、ITパスポートの国家試験合格をめざす。基本情報技術者については、東京都立高校では数少ない、午前試験免除の認定校となっている。
工業を学ぶクラフト分野では、全国工業高等学校長協会の基礎製図検定、機械製図検定、初級CAD検定、情報技術検定、計算技術検定　CSAJのCAD利用技術者試験合格を目指す。2015年2月現在、実習、課題研究等の授業ではSolidWorksを用いており、3DCADについて学ぶことが可能である。

## 沿革
母体校は東京都立第二商業高等学校と東京都立八王子工業高等学校であり、八王子工業の敷地に開校。校舎の新築、大規模改修を実施し、2006年12月に校舎棟Iが完成。2007年3月デザイン棟完成。2008年8月ビジネス情報棟完成。そのほか校舎棟II、システム情報棟、クラフト棟、体育館が完成し、プールの改修、新設を行った。なお、本校の開校に伴い、母体校である第二商業と八王子工業の全日制課程は2007年3月に閉課程となった（2010年に閉校）。

### 年表
- 2007年4月 - 開校

## 大学との連携
以下の4大学及びその学科と「高大連携」を行っている。
- 工学院大学
- 多摩美術大学
- 法政大学（キャリアデザイン学部）
- 早稲田大学（人間科学学術院）

## 近隣高校
- 東京都立富士森高等学校 - 本校と浅川を挟んで北西部にある
- 東京都立八王子拓真高等学校 - 本校から少し距離がある

これらのように西八王子駅周辺は東京都立高等学校が密集していることが分かる。

## 交通
- JR中央線西八王子駅 徒歩10分

## 著名な出身者

### 旧・第二商業高校
- 佐戸英三郎 - 山梨学院大学名誉教授。税理士・会計士補・司法書士
- 野口正一 - 東北大学名誉教授。元情報処理学会会長
- 中条静夫 - 俳優
- 南原宏治 - 俳優
- 東山明美 - 女優
- 関口愛美 - アイドル・タレント

### 旧・八王子工業高校
- 小山省二 - 元自民党衆議院議員
- 石渡照久 - 元自民党衆議院議員
- 前田真三 - 風景写真家
- 高橋春男 - 漫画家
- 渡辺孝博 - 元プロ野球ヤクルトアトムズ（現東京ヤクルトスワローズ)選手
- 篠原ともえ - タレント
- 長谷見昌弘 - レーシングドライバー
- 岡田征陽 - 競輪選手
- 安藤純 (格闘家)